# Ghiacciaio Overflow
Il ghiacciaio Overflow è un ripido ghiacciaio lungo circa 7 km situato nella regione centro occidentale della Dipendenza di Ross, nell'Antartide orientale. Il ghiacciaio, il cui punto più alto si trova a circa 850 m s.l.m., si trova in particolare all'estremità settentrionale della dorsale Royal Society, sulla costa di Scott, dove fluisce verso nord-nord-ovest scorrendo tra il colle Briggs, a sud-ovest, e i colli Stratton, a nord-est, fino a unire il proprio flusso a quello del ghiacciaio Ferrar.

## Storia
Il ghiacciaio Overflow è stato scoperto e mappato durante la Spedizione Discovery, condotta da 1901 al 1904 e comandata da Robert Falcon Scott, ma così battezzato solo nel 1911, quando Thomas Griffith Taylor, della Spedizione Terra Nova condotta dal 1910 al 1913 sempre al comando di Scott, gli diede il suo attuale nome in virtù della sua forma ("overflow" in inglese significa "straripamento").

## Mappe

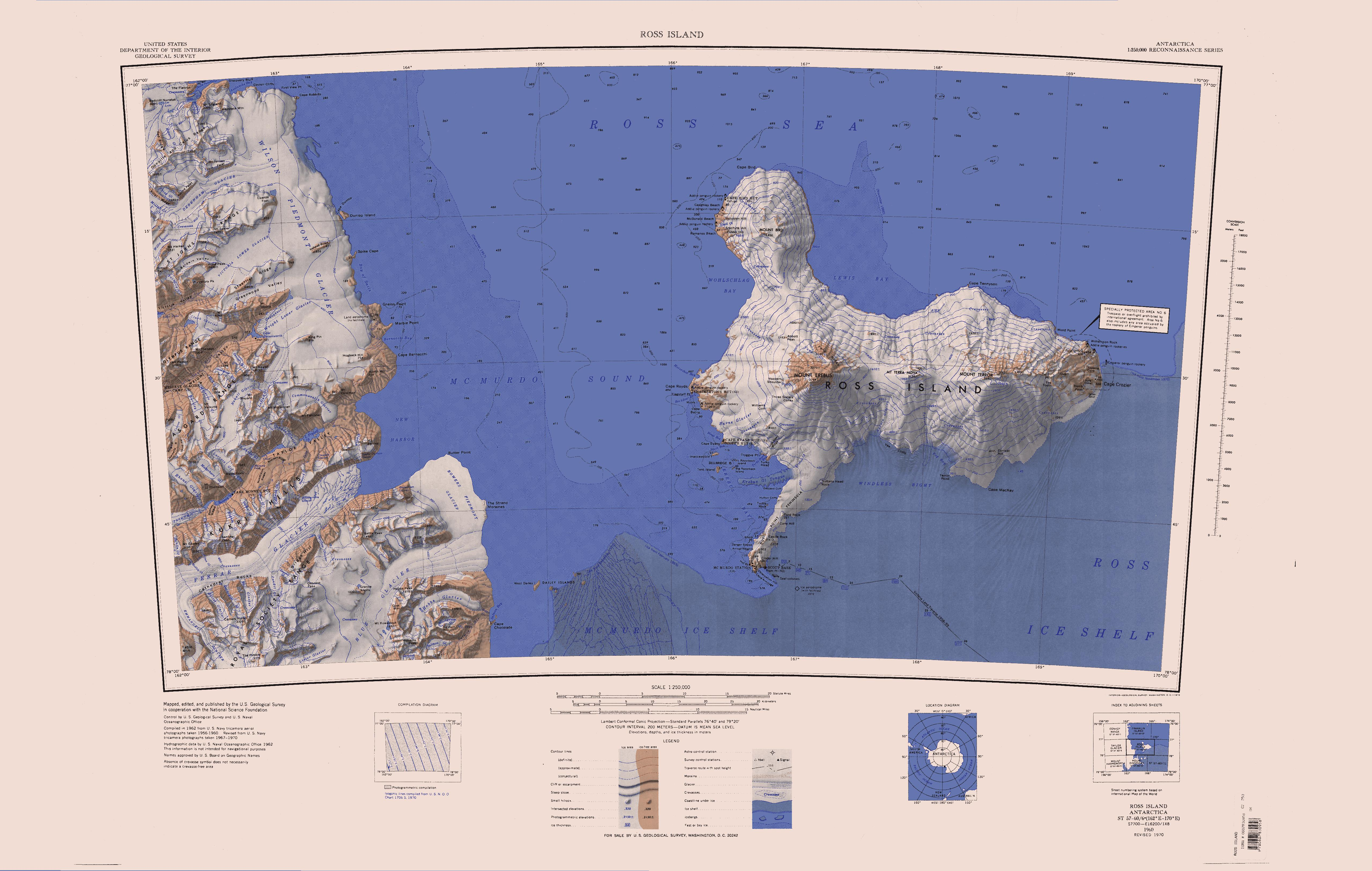
Nella parte sud-occidentale di questa mappa in scala 1:250 000 realizzata dallo USGS è possibile vedere il flusso del ghiacciaio Overflow.